# مسجد جامع امین‌آباد
مسجد جامع امین آباد مربوط به دوره صفوی است و در شهرستان شهرضا، بخش مرکزی، دهستان اسفرجان، روستای امین آباد، خیابان طالقانی واقع شده و این اثر در تاریخ ۲۶ اسفند ۱۳۸۶ با شمارهٔ ثبت ۲۱۸۲۶ به‌عنوان یکی از آثار ملی ایران به ثبت رسیده است.